# Emil Perko
Emil Perko (3. července 1905 Prešov – 17. srpna 1984 Banská Bystrica) byl československý a slovenský důstojník, československý generálmajor, účastník Slovenského národního povstání (SNP).

## Život
Narodil se v Prešově ve vojenské rodině. Po dosažení středoškolského vzdělání nastoupil v roce 1923 vojenskou službu a později v témže roce začal studovat na důstojnické škole v Hranicích. Po skončení studia sloužil na více postech jako důstojník dělostřelectva. V létě 1937 dosáhl hodnosti štábní kapitán, působil i jako poradce velitelství Hlinkovy gardy v Kežmarku.
Jako velitel slovenského dělostřeleckého pluku 1 se zapojil do tažení proti Polsku. Jako velitel této jednotky se v roce 1941 zúčastnil i bojů v SSSR. Podílel se na založení státní vojenské reálky v Banské Bystrici (1942–1943), později přestěhované do Martina. V září 1943 byl znovu převelen na východní frontu, ve funkci velitele dělostřeleckého pluku 11. V období zdravotní dovolené velitele krátce vedl i 1. pěší (bývalou rychlou) divizi. Byl velitel vojenské posádky v Martině. Pod jeho velením se vojenské jednotky ve městě zapojily do protifašistického odboje. Golianem byl krátce před zahájením povstání pověřen obranou Turce. Navázal spojení se skupinou P.A. Velička.
Zúčastnil se těžkých bojů u Strečna. Po vypuknutí SNP byl 9. září 1944 jmenován velitelem 5. taktické skupiny „Ďumbier“ 1. čs. armády na Slovensku. Vedl obranné boje o vstup do Turčianské kotliny při Vrútkách, Priekopě, Sučanech, Martině a Dolním Záturčí. Jeho jednotky byly z Turce nuceny ustoupit v noci z 21. na 22. září 1944. Později, po porážce povstání, ustupoval s částí svého štábu k Ľubietové, později se ukrýval do března 1945 ve Zvolenu, po osvobození města byl přeložen do Košic.
Po válce velel krátce 10. divizi, později se zúčastnil bojů proti banderovcům na východním Slovensku. V roce 1946 byl povýšen do hodnosti brigádního generála. Na konci roku 1950 velel 1. dělostřeleckému sboru v Banské Bystrici. V květnu 1951 byl propuštěn z armády a politicky pronásledován. Později působil jako dělník a hospodářský pracovník. V roce 1965 odešel do důchodu; pracoval v Muzeu SNP v Banské Bystrici (1970-1977).
Zemřel 27. srpna 1984 v Banské Bystrici. V roce 1991 byl posmrtně rehabilitován a byla mu navrácena původní hodnost.